# Luigi Vanvitelli
Luigi Vanvitelli (Nàpols, 12 de maig de 1700 - Caserta, 1 de març de 1773) va ser un enginyer i arquitecte italià. El seu estil barroc, caracteritzat per la seua sobrietat i academicisme, va servir de transició cap al Neoclassicisme.

## Biografia
Vanvitelli (Nàpols, 12 de maig de 1700 - Caserta, 1 de març de 1773) sent fill d'un pintor neerlandès especialitzat en paisatges i vistes de ciutats (les clàssiques "vedute") anomenat Gaspar van Wittel, que italianitzà el seu cognom en Vanvitelli.
Va ser alumne a Roma del famós arquitecte Nicola Salvi, amb qui va col·laborar en la construcció de la Fontana de Trevi. Després del fulgurant èxit que va obtenir en els concursos per a dissenyar la façana de la basílica de Sant Joan del Laterà (1731) i del Palazzo Poli (1732), el papa Climent XII el va contractar i el va enviar a la regió de les Marques per a construir alguns edificis administratius.
Va començar a ser conegut després dels concursos per a la Fontana de Trevi i per la façana de San Giovanni in Laterano: els seus projectes van ser molt apreciats i van demostrar les seves habilitats arquitectòniques. Tan bon punt va començar a ser conegut, va dissenyar moltes obres al centre d'Itàlia, en particular a Ancona i Roma, després va treballar per a Carles de Borbó per a qui va crear l'esplèndid i majestuós Palau Reial de Caserta. El 2016 se li va dedicar una universitat: la Universitat de Campània "Luigi Vanvitelli".
A Ancona va dissenyar aqueix mateix any el "Lazzaretto", un gegantí edifici pentagonal amb funcions defensives. En tornar a Roma, Vanvitelli va rebre l'encàrrec d'estabilitzar la cúpula de la basílica de Sant Pere del Vaticà segons el projecte del matemàtic Giovanni Poleni i va pintar els frescos de la Basílica de Santa Cecília en Trastevere.
Les capacitats tècniques de Vanvitelli, junt amb el seu elegant estil escenogràfic van fer que fos elegit rei Carles de Borbó per a construir el Palau Reial de Caserta. Aquest projecte pretenia crear un centre cortesà i governamental per al Regne de Nàpols, seguint l'estil del Palau de Versalles.
El 1751 va ser un any important per a Vanvitelli, de fet el rei Carles de Borbó va decidir construir una nova residència reial que igualaria Versalles. L'elecció del lloc més adient va ser Caserta, per l'excel·lent clima i sobretot segur ja que allunyat del mar era millor defensat dels atacs hostils. En un principi, Carles de Borbó va pensar en encarregar el projecte de l'edifici a Nicola Salvi, però les condicions sanitàries d'aquest últim no eren bones, i aleshores el sobirà va creure oportú confiar la tasca el gener de 1751 a Vanvitelli, el qual va tenir l'honor d'acceptar. la invitació de Carles de Borbó. Va presentar el projecte definitiu als Sobirans, que de seguida el van acollir amb entusiasme.
La col·locació de la primera pedra es va celebrar en una cerimònia solemne celebrada el 20 de gener de 1752, la construcció es va acabar el 1845. Després de la mort de Vanvitelli, la direcció de les obres va ser encarregada al seu fill Carlo i altres arquitectes.
Vanvitelli va dedicar la resta de la seua vida a aquesta tasca, tot i que la va combinar amb altres encàrrecs a la ciutat, com l'ampliació del Palau Reial i la construcció d'algunes esglésies. A Nàpols va exercir també la seua faceta d'enginyer, dissenyant tot el sistema hidràulic del parc de Caserta, per al qual va caldre la construcció del famós Aqüeducte Carolí.